# زنان بدون مردان
زنان بدون مردان نام فیلمی است برگرفته از کتاب شهرنوش پارسی‌پور و به کارگردانی شیرین نشاط دربارهٔ حوادث و رویدادهای کودتای ۲۸ مرداد که به برافتادن دولت محمد مصدق در ایران انجامید. داستان فیلم، شرایط ناگوار زنان ایرانی در این عصر را بررسی می‌‌کند.

## داستان
داستان فیلم، بازگوکننده  اوضاع اجتماعی ناگوار زنان ایرانی و در محور چهار شخصیت اصلی فیلم است که یکی از آنان کنشگر سیاسی، دومی یک زن تن‌فروش، سومی یک زن میانسال از طبقهٔ بالا و چهارمی یک دختر سنتی است.

## روند ساخت فیلم
فیلم زنان بدون مردان در کشور مراکش فیلم‌برداری شده و سعی سازنده فیلم بر آن بوده تا فضاهای شهر تهران در مرداد ۱۳۳۲ را بازسازی کند.
موسیقی متن فیلم زنان بدون مردان را ریوئیچی ساکاموتو ساخته است. بخش موسیقی‌های فارسی فیلم به همت آقای عباس بختیاری در پنج قطعه تنظیم شده که عمدتاً بر پایه تصانیفی است که از دهه ۳۰ خورشیدی به بعد، غالباً میان مردم یا در رادیو ایران و مراسم عروسی و شادمانی استفاده می‌شده‌است.

## جوایز
- شیر نقره‌ای شصت و ششمین جشنواره فیلم ونیز برای بهترین کارگردانی.[۳]